# Tetraethylenpentamin
Tetraethylenpentamin ist eine chemische Verbindung aus der Gruppe der Polyamine, genauer der Polyethylenamine.

## Gewinnung und Darstellung
Tetraethylenpentamin kann durch Erhitzen von Diethylentriamin mit 1,2-Dichlorethan und wässrigem Ammoniak gewonnen werden. Es ist außerdem ein Nebenprodukt der Herstellung von Ethylendiamin aus 1,2-Dichlorethan und Ammoniak.

## Verwendung
Tetraethylenpentamin wird als Peroxidaktivator bei der 1,3-Butadien-Polymerisation, zur Herstellung von Aminoplasten und Ionenaustauscherharzen verwendet. Es ist ein Härter für Epoxidharze und wird in Flammschutzmitteln eingesetzt. Die Verbindung dient zur Synthese von Textilhilfsmitteln sowie von Detergentien. Tetraethylenpentamin ist ein Lösemittel für Schwefel, saure Gase, Harze, Farbstoffe und ein Dispergiermittel in Motorölen. Es wird in galvanischen Bädern sowie als Keramik-, Zement- und Betonadditiv eingesetzt. Tetraethylenpentamin findet auch als Ligand in Metallkomplexen Verwendung.
Polyaminoboronate, welche als Vernetzer für Guaran genutzt werden, sind aus Borsäure, Ethylenglycol und Tetraethylenpentamin zugänglich.